# الشعبة (إب)

تعديل مصدري - تعديل

الشعبة محلة تابعة لقرية الجحلة، التابعة لعزلة ميتم بمديرية إب إحدى مديريات محافظة إب في الجمهورية اليمنية.، بلغ تعداد سكانها 200 حسب تعداد اليمن لعام 2004.